# Towada Lacus
Towada Lacus est un lac de Titan, satellite naturel de Saturne.

## Caractéristiques
Son diamètre est de 24 km.
Le nom de ce lac a été donné en référence au lac Towada, un lac du Japon.